# شهارة (الرضمة)

تعديل مصدري - تعديل

شهارة محلة تابعة لقرية المورح، التابعة لعزلة سودان بمديرية الرضمة إحدى مديريات محافظة إب في الجمهورية اليمنية.، بلغ تعداد سكانها 26 حسب تعداد اليمن لعام 2004.